# Atid
Atid (in ungherese Etéd) è un comune della Romania di 2 827 abitanti, ubicato nel distretto di Harghita, nella regione storica della Transilvania.
Il comune è formato dall'unione di 5 villaggi: Atid, Crișeni, Cușmed, Inlăceni, Șiclod.
La maggioranza della popolazione (circa il 98%) è di etnia Székely.